# Basquetebol em cadeira de rodas nos Jogos Parapan-Americanos de 2019 - Masculino
{{fusão com Basquetebol em cadeira de rodas nos Jogos Parapan-Americanos de 2019}}
O torneio masculino de basquetebol em cadeira de rodas nos Jogos Parapan-Americanos de 2019 foi realizado entre os dias 24 e 31 de agosto no centro de esportes da Villa Deportiva de Videna. Oito equipes participaram do evento. 

## Medalhistas
Os jogadores medalhistas da edição foram:
|  | USA Estados Unidos |  | CAN Canadá |  | COL Colômbia |
|  | Jorge Sánchez Jacob Williams Joshua Turek Michale Paye Matthew Lesperance Ryan Neiswender Brian Bell Matthew Scott Steven Serio Trevon Jenifer John Boie Aaron Gouge |  | Nikola Goncin Deion Green Robert Hedges Vincent Dallaire Blaise Mutware Colin Hoggins Lee Melymick Chad Jassman Patrick Anderson Jonathan Vermette Tyler Miller David Eng |  | Nelson Sanz Raúl Vega Joymar Granados Guillermo Alzate Yeison Pérez Andres Florez José Leep Daniel Diaz Rodney Hawkins Juan Escobar Jhon Hernandéz Jhoan Vargas |

## Formato[2]
As oito equipes foram divididas em dois grupos de quatro equipes. Cada equipe enfrentou as outras equipes do mesmo grupo, totalizando três jogos. As oito equipes disputaram as quartas de finais, conforme a classificação em seus respectivos grupos. Nas quartas de finais, as vencedoras disputaram as semifinais e as perdedoras foram para os jogos de definição do quinto e do sétimo lugar. Nas semifinais, as vencedoras disputaram a medalha de ouro e as perdedoras a de bronze.

## Primeira fase
|  | Equipes classificadas automaticamente às quartas de final |

Todas as partidas seguem o fuso horário local (UTC-5).

### Grupo A
| Equipe        | J | V | D | PF  | PC  | Dif | Pts |
| ------------- | - | - | - | --- | --- | --- | --- |
| CAN Canadá    | 3 | 3 | 0 | 217 | 172 | +45 | 6   |
| ARG Argentina | 3 | 2 | 1 | 211 | 190 | +21 | 5   |
| COL Colômbia  | 3 | 1 | 2 | 184 | 206 | -22 | 4   |
| MEX México    | 3 | 0 | 3 | 180 | 224 | -44 | 3   |

| 25 de agosto 08:00 | Relatório | MEX México                                                             | 58–70 | ARG Argentina                                                     |  | Villa Deportiva Nacional - Videna, Lima Árbitros: BRA Gustavo Mathias CHI Enzo Fernandéz USA Axel Coll |  |
| 25 de agosto 08:00 | Relatório | Placar por quarto: 13-18, 16-17, 19-18, 10-17                          |       |                                                                   |  | Villa Deportiva Nacional - Videna, Lima Árbitros: BRA Gustavo Mathias CHI Enzo Fernandéz USA Axel Coll |  |
| 25 de agosto 08:00 | Relatório | Pts: Efrain Martinéz 20 Rbts: Eduardo Prieto 8 Asts: Efrais Martinéz 5 |       | Pts: Adrian Pérez 19 Rbts: Adrian Pérez 12 Asts: Adolfo Berdun 16 |  | Villa Deportiva Nacional - Videna, Lima Árbitros: BRA Gustavo Mathias CHI Enzo Fernandéz USA Axel Coll |  |

| 25 de agosto 16:15 | Relatório | COL Colômbia                                                     | 51–64 | CAN Canadá                                                                  |  | Villa Deportiva Nacional - Videna, Lima Árbitros: CRC Maurício Gamez USA Darell Hargreaves ARG Cristian Colombatti |  |
| 25 de agosto 16:15 | Relatório | Placar por quarto: 11-19, 16-20, 9-10, 15-15                     |       |                                                                             |  | Villa Deportiva Nacional - Videna, Lima Árbitros: CRC Maurício Gamez USA Darell Hargreaves ARG Cristian Colombatti |  |
| 25 de agosto 16:15 | Relatório | Pts: Rodney Hawkins 16 Rbts: Rodnwy Hawkins 16 Asts: José Leep 9 |       | Pts: Patrick Anderson 25 Rbts: Patrick Anderson 11 Asts: Patrick Anderson 9 |  | Villa Deportiva Nacional - Videna, Lima Árbitros: CRC Maurício Gamez USA Darell Hargreaves ARG Cristian Colombatti |  |

| 26 de agosto 10:15 | Relatório | CAN Canadá                                                                  | 74–48 | MEX México                                                                    |  | Villa Deportiva Nacional - Videna, Lima Árbitros: ARG Matías Quintana CZR Tomas Pajer GUA Benjamin Ovando |  |
| 26 de agosto 10:15 | Relatório | Placar por quarto: 14-17, 19-8, 21-14, 20-9                                 |       |                                                                               |  | Villa Deportiva Nacional - Videna, Lima Árbitros: ARG Matías Quintana CZR Tomas Pajer GUA Benjamin Ovando |  |
| 26 de agosto 10:15 | Relatório | Pts: Patrick Anderson 26 Rbts: Patrick Anderson 20 Asts: Patrick Anderson 9 |       | Pts: Salvador Sandoval 18 Rbts: Salvador Sandoval 9 Asts: Salvador Sandoval 4 |  | Villa Deportiva Nacional - Videna, Lima Árbitros: ARG Matías Quintana CZR Tomas Pajer GUA Benjamin Ovando |  |

| 26 de agosto 18:30 | Relatório | ARG Argentina                                                               | 68–53 | COL Colômbia                                                     |  | Villa Deportiva Nacional - Videna, Lima Árbitros: USA Darell Hargreaves BRA João Fortes CZE Tomas Pajer |  |
| 26 de agosto 18:30 | Relatório | Placar por quarto: 17-11, 17-7, 11-19, 26-16                                |       |                                                                  |  | Villa Deportiva Nacional - Videna, Lima Árbitros: USA Darell Hargreaves BRA João Fortes CZE Tomas Pajer |  |
| 26 de agosto 18:30 | Relatório | Pts: Adolfo Berdun 25 Rbts: Adrian Pérez Adolfo Berdun 7 Asts: Joel Gabas 8 |       | Pts: Rodney Hawkins 17 Rbts: Rodney Hawkins 11 Asts: José Leep 7 |  | Villa Deportiva Nacional - Videna, Lima Árbitros: USA Darell Hargreaves BRA João Fortes CZE Tomas Pajer |  |

| 27 de agosto 12:30 | Relatório | COL Colômbia                                                     | 80–74 | MEX México                                                               | OT | Villa Deportiva Nacional - Videna, Lima Árbitros: CAN Sebastien Gauthier BRA Gustavo Mathias CHI |  |
| 27 de agosto 12:30 | Relatório | Placar por quarto: 14-19, 13-14, 20-21, 21-14, OT: 12-6          |       |                                                                          | OT | Villa Deportiva Nacional - Videna, Lima Árbitros: CAN Sebastien Gauthier BRA Gustavo Mathias CHI |  |
| 27 de agosto 12:30 | Relatório | Pts: Jhon Hernandéz 31 Rbts: Rodney Hawkins 14 Asts: José Leep 7 |       | Pts: Efrain Martínez 28 Rbts: Efrain Martínez 10 Asts: Efrain Martinez 7 | OT | Villa Deportiva Nacional - Videna, Lima Árbitros: CAN Sebastien Gauthier BRA Gustavo Mathias CHI |  |

| 27 de agosto 20:45 | Relatório | CAN Canadá                                                             | 79–73 | ARG Argentina                                                    |  | Villa Deportiva Nacional - Videna, Lima Árbitros: CRC Maurício Gamez USA Jaime Oseguera CHI Enzo Fernandéz |  |
| 27 de agosto 20:45 | Relatório | Placar por quarto: 25-15, 17-28, 21-10, 16-20                          |       |                                                                  |  | Villa Deportiva Nacional - Videna, Lima Árbitros: CRC Maurício Gamez USA Jaime Oseguera CHI Enzo Fernandéz |  |
| 27 de agosto 20:45 | Relatório | Pts: Patrick Anderson 24 Rbts: Nikola Goncin 11 Asts: Nikola Goncin 10 |       | Pts: Adolfo Berdun 26 Rbts: Adrian Pérez 6 Asts: Adolfo Berdun 9 |  | Villa Deportiva Nacional - Videna, Lima Árbitros: CRC Maurício Gamez USA Jaime Oseguera CHI Enzo Fernandéz |  |

### Grupo B
| Equipe             | J | V | D | PF  | PC  | Dif  | Pts |
| ------------------ | - | - | - | --- | --- | ---- | --- |
| USA Estados Unidos | 3 | 3 | 0 | 307 | 96  | +211 | 6   |
| BRA Brasil         | 3 | 2 | 1 | 232 | 179 | +53  | 5   |
| PUR Porto Rico     | 3 | 1 | 2 | 204 | 228 | -24  | 4   |
| PER Peru           | 3 | 0 | 3 | 81  | 219 | -102 | 3   |

| 24 de agosto 08:00 | Relatório | USA Estados Unidos                                                    | 106–35 | PUR Porto Rico                                                    |  | Villa Deportiva Nacional - Videna, Lima Árbitros: ARG Matia Quintana CAN Alexandre Lapointe GUA Benjamim Ovando |  |
| 24 de agosto 08:00 | Relatório | Placar por quarto: 22-6, 31-9, 23-13, 30-7                            |        |                                                                   |  | Villa Deportiva Nacional - Videna, Lima Árbitros: ARG Matia Quintana CAN Alexandre Lapointe GUA Benjamim Ovando |  |
| 24 de agosto 08:00 | Relatório | Pts: Jazmone Gwathmey 21 Rbts: Matthew Scott 7 Asts: Trevor Jenifer 7 |        | Pts: Zachary Blair 15 Rbts: Zachary Blair 5 Asts: Carlos Ocásio 3 |  | Villa Deportiva Nacional - Videna, Lima Árbitros: ARG Matia Quintana CAN Alexandre Lapointe GUA Benjamim Ovando |  |

| 24 de agosto 18:30 | Relatório | PER Peru                                                                 | 25–105 | BRA Brasil                                                                                          |  | Villa Deportiva Nacional - Videna, Lima Árbitros: CAN Sebastien Gauthier ARG Cristian Colombatti CHI Enzo Fernandéz |  |
| 24 de agosto 18:30 | Relatório | Placar por quarto: 5-26, 9-25, 7-28, 4-26                                |        | |  | Villa Deportiva Nacional - Videna, Lima Árbitros: CAN Sebastien Gauthier ARG Cristian Colombatti CHI Enzo Fernandéz |  |
| 24 de agosto 18:30 | Relatório | Pts: Yony Sagua Julio Torres 8 Rbts: Jhiny Zapata 5 Asts: Jhony Zapata 3 |        | Pts: Gelson Júnior da Silva 20 Rbts: Gelson Júnior da Silva Luciano da Silva 7 Asts: Marcos Silva 8 |  | Villa Deportiva Nacional - Videna, Lima Árbitros: CAN Sebastien Gauthier ARG Cristian Colombatti CHI Enzo Fernandéz |  |

| 25 de agosto 12:30 | Relatório | PUR Porto Rico                                                                    | 67–80 | BRA Brasil                                                            |  | Villa Deportiva Nacional - Videna, Lima Árbitros: CAN Alexandre Lapointe USA Jaime Oseguera URU Diego Borghini |  |
| 25 de agosto 12:30 | Relatório | Placar por quarto: 20-17, 12-25, 16-23, 19-15                                     |       |                                                                       |  | Villa Deportiva Nacional - Videna, Lima Árbitros: CAN Alexandre Lapointe USA Jaime Oseguera URU Diego Borghini |  |
| 25 de agosto 12:30 | Relatório | Pts: Carlos Martínez 26 Rbts: Zachary Balir 9 Asts: Carlos Ocasio Zachary Blair 4 |       | Pts: Marcos Silva 31 Rbts: Leandro de Miranda 13 Asts: Marcos Silva 7 |  | Villa Deportiva Nacional - Videna, Lima Árbitros: CAN Alexandre Lapointe USA Jaime Oseguera URU Diego Borghini |  |

| 25 de agosto 18:30 | Relatório | USA Estados Unidos                                                           | 114–14 | PER Peru                                                       |  | Villa Deportiva Nacional - Videna, Lima Árbitros: BRA João Fortes CHI Paula Castro MEX Diego Tapia |  |
| 25 de agosto 18:30 | Relatório | Placar por quarto: 33-3, 31-4, 29-3, 21-4                                    |        |                                                                |  | Villa Deportiva Nacional - Videna, Lima Árbitros: BRA João Fortes CHI Paula Castro MEX Diego Tapia |  |
| 25 de agosto 18:30 | Relatório | Pts: Matthew Scott 22 Rbts: Jorge Sánchez Steven Serio 6 Asts: Steve Serio 8 |        | Pts: três jogadores 4 Rbts: Yony Sagua 4 Asts: três jogadores1 |  | Villa Deportiva Nacional - Videna, Lima Árbitros: BRA João Fortes CHI Paula Castro MEX Diego Tapia |  |

| 26 de agosto 12:30 | Relatório | BRA Brasil                                                    | 47–87 | USA Estados Unidos                                            |  | Villa Deportiva Nacional - Videna, Lima Árbitros: CAN Sebastien Gauthier ARG Cristian Colombatti CHI Enzo Fernandéz |  |
| 26 de agosto 12:30 | Relatório | Placar por quarto: 14-22, 13-25, 5-28, 15-12                  |       |                                                               |  | Villa Deportiva Nacional - Videna, Lima Árbitros: CAN Sebastien Gauthier ARG Cristian Colombatti CHI Enzo Fernandéz |  |
| 26 de agosto 12:30 | Relatório | Pts: Amauri Viana 9 Rbts: Marcos Silva 6 Asts: Marcos Silva 7 |       | Pts: Trevon Jenifer 18 Rbts: Brian Bell 7 Asts: Steve Serio 9 |  | Villa Deportiva Nacional - Videna, Lima Árbitros: CAN Sebastien Gauthier ARG Cristian Colombatti CHI Enzo Fernandéz |  |

| 26 de agosto 20:45 | Relatório | PER Peru                                                                     | 42–102 | PUR Porto Rico                                                      |  | Villa Deportiva Nacional - Videna, Lima Árbitros: CRC Maurício Gamez BRA Gustavo Mathias URU Diego Borghini |  |
| 26 de agosto 20:45 | Relatório | Placar por quarto: 7-31, 13-28, 6-25, 16-18                                  |        |                                                                     |  | Villa Deportiva Nacional - Videna, Lima Árbitros: CRC Maurício Gamez BRA Gustavo Mathias URU Diego Borghini |  |
| 26 de agosto 20:45 | Relatório | Pts: Jhony Zapata 25 Rbts: Jhony Zapata 10 Asts: José Calvera Julio Torres 2 |        | Pts: Zachary Blair 34 Rbts: Zachary Blair 16 Asts: Carlos Ocasio 13 |  | Villa Deportiva Nacional - Videna, Lima Árbitros: CRC Maurício Gamez BRA Gustavo Mathias URU Diego Borghini |  |

## Fase final
|  | Quartas de finais    | Quartas de finais    |                      |               | Semifinais   | Semifinais |  |  | Final                | Final |
|  |                      |                      |                      |               |              |            |  |  |                      |       |
|  | 28 de agosto – 08:00 |                      |                      |               |              |            |  |  |                      |       |
|  |                      |                      |                      |               |              |            |  |  |                      |       |
|  | BRA Brasil           | 66                   |                      |               |              |            |  |  |                      |       |
|  | BRA Brasil           | 66                   | 30 de agosto – 10:30 |               |              |            |  |  |                      |       |
|  | COL Colômbia         | 74                   |                      |               |              |            |  |  |                      |       |
|  | COL Colômbia         | 74                   | CAN Canadá           | 62            |              |            |  |  |                      |       |
|  | 28 de agosto – 18:30 |                      | CAN Canadá           | 62            |              |            |  |  |                      |       |
|  |                      | COL Colômbia         | 42                   |               |              |            |  |  |                      |       |
|  | CAN Canadá           | COL Colômbia         | 42                   | 78            |              |            |  |  |                      |       |
|  | CAN Canadá           |                      | 31 de agosto – 17:00 | 78            |              |            |  |  |                      |       |
|  | PER Peru             | 31                   |                      |               |              |            |  |  |                      |       |
|  | PER Peru             | 31                   | USA Estados Unidos   | 76            |              |            |  |  |                      |       |
|  | 28 de agosto – 10:15 |                      | USA Estados Unidos   | 76            |              |            |  |  |                      |       |
|  |                      | CAN Canadá           | 43                   |               |              |            |  |  |                      |       |
|  | USA Estados Unidos   | CAN Canadá           | 43                   | 81            |              |            |  |  |                      |       |
|  | USA Estados Unidos   | 30 de agosto – 12:45 |                      | 81            |              |            |  |  |                      |       |
|  | MEX México           | 42                   |                      |               |              |            |  |  |                      |       |
|  | MEX México           | 42                   | ARG Argentina        | 36            | 3º lugar     | 3º lugar   |  |  |                      |       |
|  | 28 de agosto – 20:45 |                      | ARG Argentina        | 36            | 3º lugar     | 3º lugar   |  |  |                      |       |
|  |                      | USA Estados Unidos   | 67                   |               |              |            |  |  |                      |       |
|  | ARG Argentina        | USA Estados Unidos   | 67                   | 75            | COL Colômbia | 58         |  |  |                      |       |
|  | ARG Argentina        |                      |                      | 75            | COL Colômbia | 58         |  |  |                      |       |
|  | PUR Porto Rico       | 68                   |                      | ARG Argentina | 51           |            |  |  |                      |       |
|  | PUR Porto Rico       | 68                   |                      |               | 51           |            |  |  |                      |       |
|  |                      |                      |                      |               |              |            |  |  | 31 de agosto – 14:30 |       |
|  |                      |                      |                      |               |              |            |  |  |                      |       |

Quartas de finais
| 28 de agosto 08:00 | Relatório | BRA Brasil                                                      | 66–74 | COL Colômbia                                                    |  | Villa Deportiva Nacional - Videna, Lima Árbitros: USA Darell Hargreaves ARG Cristian Colombatti CAN Alexandre Lapointe |  |
| 28 de agosto 08:00 | Relatório | Placar por quarto: 14-15, 15-16, 19-17, 18-26                   |       |                                                                 |  | Villa Deportiva Nacional - Videna, Lima Árbitros: USA Darell Hargreaves ARG Cristian Colombatti CAN Alexandre Lapointe |  |
| 28 de agosto 08:00 | Relatório | Pts: Marcos SIlva 21 Rbts: Marcos Silva 11 Asts: Marcos Silva 8 |       | Pts: Jhon Hernandéz 21 Rbts: Rodney Hawkin 21 Asts: José Leep 8 |  | Villa Deportiva Nacional - Videna, Lima Árbitros: USA Darell Hargreaves ARG Cristian Colombatti CAN Alexandre Lapointe |  |

| 28 de agosto 10:15 | Relatório | USA Estados Unidos                                              | 81–42 | MEX México                                                                           |  | Villa Deportiva Nacional - Videna, Lima Árbitros: ARG Matias Quintana CRC Maurício Gamez PUR Axell Coll |  |
| 28 de agosto 10:15 | Relatório | Placar por quarto: 21-8, 29-10, 12-15, 19-9                     |       |                                                                                      |  | Villa Deportiva Nacional - Videna, Lima Árbitros: ARG Matias Quintana CRC Maurício Gamez PUR Axell Coll |  |
| 28 de agosto 10:15 | Relatório | Pts: Steven Serio 22 Rbts: Steven Serio 10 Asts: Steven Serio 8 |       | Pts: Efrain Matínez 17 Rbts: Efrain Martínez Eduardo Jasso 9 Asts: Efrain Martínez 5 |  | Villa Deportiva Nacional - Videna, Lima Árbitros: ARG Matias Quintana CRC Maurício Gamez PUR Axell Coll |  |

| 28 de agosto 18:30 | Relatório | CAN Canadá                                                        | 78–31 | PER Peru                                                       |  | Villa Deportiva Nacional - Videna, Lima Árbitros: CZE Tomas Paje URU Diego Borghini CHI Paula Castro |  |
| 28 de agosto 18:30 | Relatório | Placar por quarto: 26-5, 21-7, 20-13, 11-6                        |       |                                                                |  | Villa Deportiva Nacional - Videna, Lima Árbitros: CZE Tomas Paje URU Diego Borghini CHI Paula Castro |  |
| 28 de agosto 18:30 | Relatório | Pts: Deion Green 14 Rbts: Blaise Mutware 8 Asts: três jogadores 5 |       | Pts: Jhony Zapata 24 Rbts: Julio Torres 8 Asts: Julio Torres 4 |  | Villa Deportiva Nacional - Videna, Lima Árbitros: CZE Tomas Paje URU Diego Borghini CHI Paula Castro |  |

| 26 de agosto 20:15 | Relatório | ARG Argentina                                                                        | 75–56 | PUR Porto Rico                                                       |  | Villa Deportiva Nacional - Videna, Lima Árbitros: BRA Gustavo Mathias USA Darell Hargreaves GUA Benjamin Ovando |  |
| 26 de agosto 20:15 | Relatório | Placar por quarto: 24-10, 18-12, 17-17, 16-19                                        |       |                                                                      |  | Villa Deportiva Nacional - Videna, Lima Árbitros: BRA Gustavo Mathias USA Darell Hargreaves GUA Benjamin Ovando |  |
| 26 de agosto 20:15 | Relatório | Pts: Gustavo Villafañe Adrian Pérez 12 Rbts: três jogadores 5 Asts: Adolfo Berdun 13 |       | Pts: Carlos Martinez 18 Rbts: Zachary Blair 14 Asts: Zachary Blair 7 |  | Villa Deportiva Nacional - Videna, Lima Árbitros: BRA Gustavo Mathias USA Darell Hargreaves GUA Benjamin Ovando |  |

Semifinais
| 30 de agosto 10:30 | Relatório | CAN Canadá                                                                  | 62–42 | COL Colômbia                                                         |  | Villa Deportiva Nacional - Videna, Lima Árbitros: BRA Gustavo Mathias ARG Matias Quintana USA Jaime Oseguera |  |
| 30 de agosto 10:30 | Relatório | Placar por quarto: 18-12, 24-13, 18-4, 2-13                                 |       |                                                                      |  | Villa Deportiva Nacional - Videna, Lima Árbitros: BRA Gustavo Mathias ARG Matias Quintana USA Jaime Oseguera |  |
| 30 de agosto 10:30 | Relatório | Pts: Patrick Anderson 20 Rbts: Patrick Anderson 16 Asts: Patrick Anderson 7 |       | Pts: Jhon Hernandéz 8 Rbts: Rodney Hawkins 14 Asts: Jhon Hernandéz 4 |  | Villa Deportiva Nacional - Videna, Lima Árbitros: BRA Gustavo Mathias ARG Matias Quintana USA Jaime Oseguera |  |

| 30 de agosto 12:45 | Relatório | ARG Argentina                                                                               | 36–67 | USA Estados Unidos                                              |  | Villa Deportiva Nacional - Videna, Lima Árbitros: CAN Sebastien Gauthuer CRC Mauricio Gamez BRA João Fortes |  |
| 30 de agosto 12:45 | Relatório | Placar por quarto: 9-12, 8-19, 6-21, 13-15                                                  |       |                                                                 |  | Villa Deportiva Nacional - Videna, Lima Árbitros: CAN Sebastien Gauthuer CRC Mauricio Gamez BRA João Fortes |  |
| 30 de agosto 12:45 | Relatório | Pts: Gustavo Villafañe 9 Rbts: Joel Gabas Adolfo Berdun 6 Asts: Daniel Copa Adolfo Berdun 3 |       | Pts: Jpshua Turek 18 Rbts: Steven Serio 12 Asts: Steven Serio 7 |  | Villa Deportiva Nacional - Videna, Lima Árbitros: CAN Sebastien Gauthuer CRC Mauricio Gamez BRA João Fortes |  |

Medalha de Bronze
| 31 de agosto 14:30 | Relatório | COL Colômbia                                                          | 58–51 | ARG Argentina                                                          |  | Villa Deportiva Nacional - Videna, Lima Árbitros: CZE Tomas Pajer USA Darell Hargreaves CAN Sebastien Gauthier |  |
| 31 de agosto 14:30 | Relatório | Placar por quarto: 12-13, 18-8, 7-13, 21-17                           |       |                                                                        |  | Villa Deportiva Nacional - Videna, Lima Árbitros: CZE Tomas Pajer USA Darell Hargreaves CAN Sebastien Gauthier |  |
| 31 de agosto 14:30 | Relatório | Pts: Rodney Hawkins 18 Rbts: Rodney Hawkins 18 Asts: Jhon Hernandéz 8 |       | Pts: Gustavo Villafañe 11 Rbts: Adolfo Berdun 8 Asts: Adolfo Berdun 12 |  | Villa Deportiva Nacional - Videna, Lima Árbitros: CZE Tomas Pajer USA Darell Hargreaves CAN Sebastien Gauthier |  |

Medalha de Ouro
| 31 de agosto 17:00 | Relatório | USA Estados Unidos                                              | 76–43 | CAN Canadá                                                       |  | Villa Deportiva Nacional - Videna, Lima Árbitros: ARG Matias Quintana BRA Gustavo Mathias CRC Maurício Gamez |  |
| 31 de agosto 17:00 | Relatório | Placar por quarto: 18-11, 17-12, 26-9, 15-11                    |       |                                                                  |  | Villa Deportiva Nacional - Videna, Lima Árbitros: ARG Matias Quintana BRA Gustavo Mathias CRC Maurício Gamez |  |
| 31 de agosto 17:00 | Relatório | Pts: Joshua Turek 18 Rbts: Steven Serio 12 Asts: Steven Serio 8 |       | Pts: Nikola goncin 12 Rbts: Lee Melymick 6 Asts: Nikola Goncin 4 |  | Villa Deportiva Nacional - Videna, Lima Árbitros: ARG Matias Quintana BRA Gustavo Mathias CRC Maurício Gamez |  |

## Classificatório 5º-8º lugar
Disputa 7º Lugar
| 29 de agosto 10:15 | Relatório | PER Peru                                                              | 42–99 | MEX México                                                             |  | Villa Deportiva Nacional - Videna, Lima Árbitros: PUR Axel Coll CZE Tomas Pajer CAN Sebastien Gauthier |  |
| 29 de agosto 10:15 | Relatório | Placar por quarto: 7-21, 14-24, 13-2, 8-32                            |       |                                                                        |  | Villa Deportiva Nacional - Videna, Lima Árbitros: PUR Axel Coll CZE Tomas Pajer CAN Sebastien Gauthier |  |
| 29 de agosto 10:15 | Relatório | Pts: Jhony Zapata Yony Sagua 18 Rbts: Yony Sagua 5 Asts: Yony Sagua 6 |       | Pts: Efrain Martínez 21 Rbts: Eduardo Prieto 9 Asts: Eduardo Prieto 10 |  | Villa Deportiva Nacional - Videna, Lima Árbitros: PUR Axel Coll CZE Tomas Pajer CAN Sebastien Gauthier |  |

Disputa 5º Lugar
| 29 de agosto 16:15 | Relatório | PUR Porto Rico                                                         | 51–68 | BRA Brasil                                                                  |  | Villa Deportiva Nacional - Videna, Lima Árbitros: GUA Benjamin Ovando CAN Sebastien Gauthier URU Diego Borghini |  |
| 29 de agosto 16:15 | Relatório | Placar por quarto: 13-8, 20-23, 6-19, 12-18                            |       |                                                                             |  | Villa Deportiva Nacional - Videna, Lima Árbitros: GUA Benjamin Ovando CAN Sebastien Gauthier URU Diego Borghini |  |
| 29 de agosto 16:15 | Relatório | Pts: Carlos Martínez 17 Rbts: Carlos Martínez 13 Asts: Carlos Ocasio 7 |       | Pts: Leandro de Miranda 23 Rbts: Leandro de Miranda 10 Asts: Marcos Silva 9 |  | Villa Deportiva Nacional - Videna, Lima Árbitros: GUA Benjamin Ovando CAN Sebastien Gauthier URU Diego Borghini |  |

## Classificação Final
| Pos.              | Equipe         | Campanha | Campanha |
| Pos.              | Equipe         | V        | D        |
| ----------------- | -------------- | -------- | -------- |
| Medalha de ouro   |                | 6        | 0        |
| Medalha de prata  |                | 5        | 1        |
| Medalha de bronze | COL Colômbia   | 3        | 3        |
| 4                 | ARG Argentina  | 3        | 3        |
| 5                 | BRA Brasil     | 3        | 2        |
| 6                 | PUR Porto Rico | 1        | 4        |
| 7                 | MEX México     | 1        | 4        |
| 8                 | PER Peru       | 0        | 5        |